# Бадаліск
Бадаліск (Badalisc або Badalisk) — міфічна істота Валь-Камоніки, Італія, на півдні центральних Альп. Бадаліск сьогодні представлений у вигляді істоти з великою головою, покритою козячою шкурою, двома маленькими рогами, величезним ротом і сяючими очима.

## Святкування
За легендою Бадаліск живе в лісах навколо села Андріста (комуна Чево) і має дратувати громаду: щороку його захоплюють протягом періоду Богоявлення (5 і 6 січня) вели на мотузці в село музиканти та персонажі в масках, у тому числі il giovane (юнак), il vecchio (старий), la vecchia (стара) і молода синьорина, яка є «приманкою» для тваринної хіті. Присутні також старі відьми, що б'ють в барабани, і бородаті вівчарі, і горбань (un torvo gobetto) який веде «сільський двобій» із твариною. Традиційно беруть участь лише чоловіки, хоча деякі одягнені як жінки. У середньовіччі жінкам заборонялося брати участь у виставі, навіть бачити чи чути промову Бадаліска; іякщо б вони це зробили, наступного дня їм було б відмовлено у Євхаристії.
На сільській площі (раніше в стайні) читається промова Бадаліска (la 'ntifunada), у якій міфологічна тварина пліткує про громаду. Бадаліск сам по собі істота тупа, тому промову, написану нині римою, читає «перекладач». Колись імпровізована, а тепер написана заздалегідь, промова розкриває всі передбачувані гріхи та інтриги громади. Під час промови горбань періодично стукає палицею.
Після промови йдуть співи, танці та частування. Увечері громада їсть «Badalisc polenta» (комерційна версія цієї традиційної страви була запущена в 2010 році). Донедавна сільські діти випрошували від хати до хати під час святкування Бадаліска кукурудзяне борошно для приготування поленти; також спеціально для них виготовлена бадаліскова салямі. Бадаліск займає почесне місце на святах.
На другий день, після закінчення вистави, бадаліска звільняють і дозволяють повернутися до лісу.

## Споріднені звичаї
Ритуал має велику схожість із Bosinada, Bosinade або Businade, сатиричними виставами прози, віршів чи пісень, у яких оповідач (Bosin) засуджував злочини громади. Відомі з XVI століття, вони колись були широко поширені по всій північній Італії та походять від ритуалів очищення напередодні Нового року.
Будь-який зв'язок між бадаліском Андрісти та міфічним василіском (наполовину ящірка, напівзмія, з головою, як у кота, але квадратнішою, як у жаби), який спопеляє все, на що спирається своїм поглядом (добре відомий у Чево та в інших місцях півночі, Італія) невідомий.

## Галерея

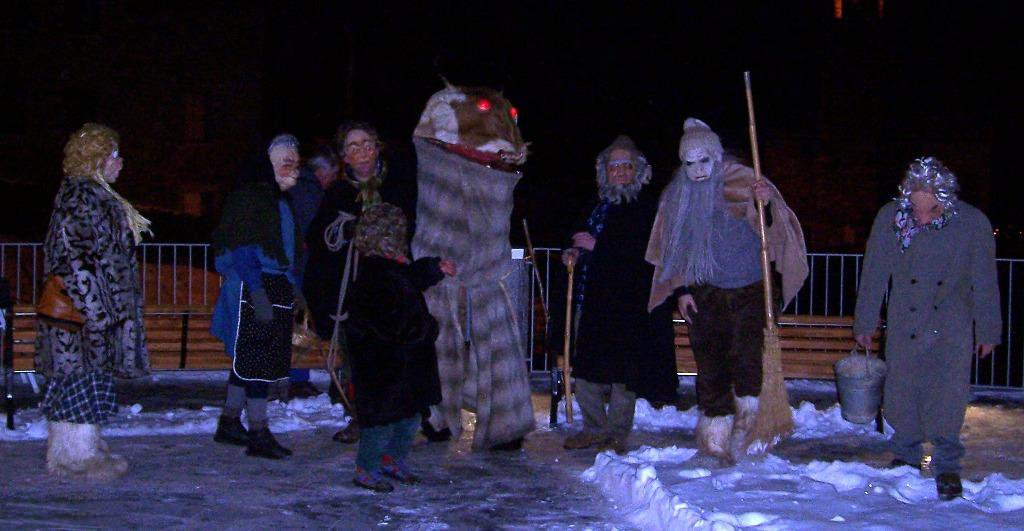
Взяття Бадаліска
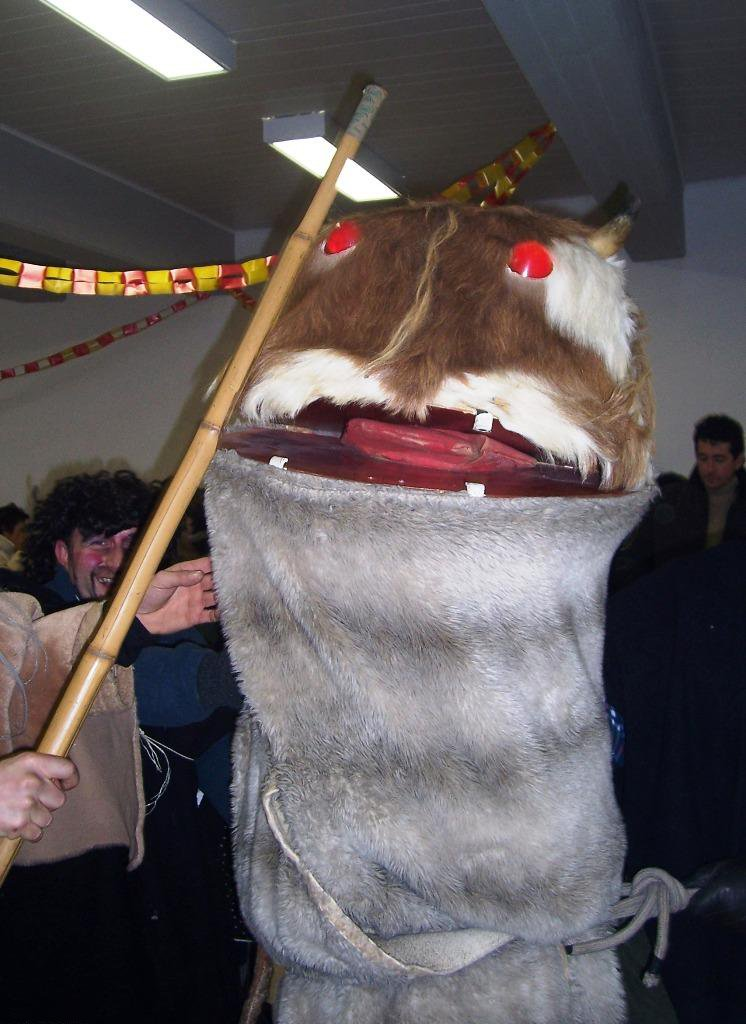
Бадаліск
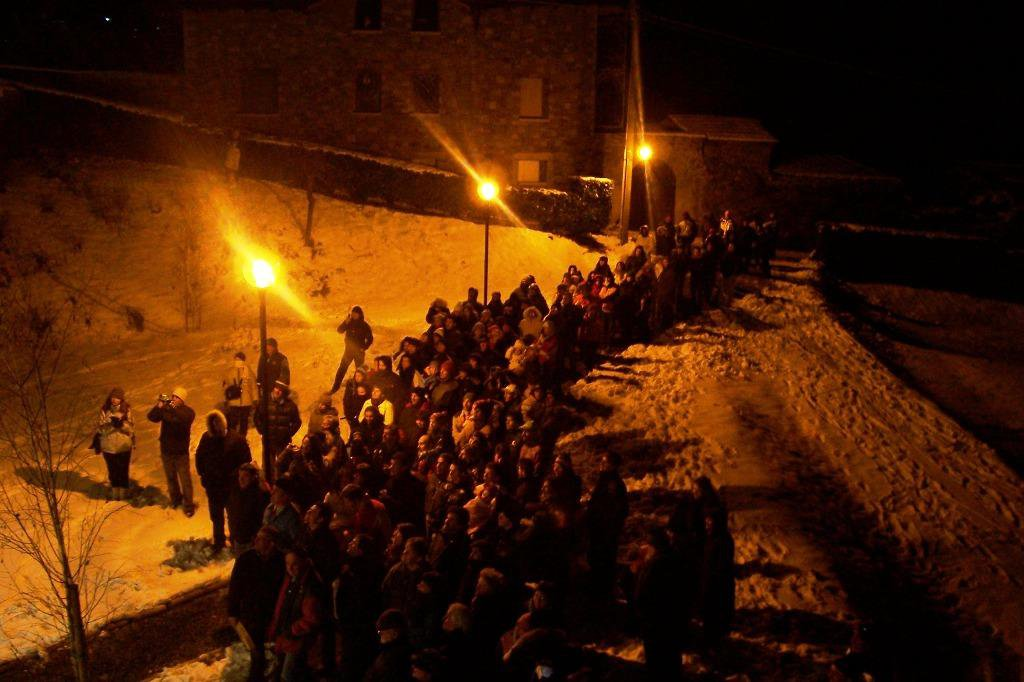
Люди слухають "промову Бадаліска"